# Провінція Хітаті
Провінція Хітаті (яп. 常陸国 — хітаті но куні, «країна Хітаті»; 常州 — дзьосю, «провінція Хітаті») — історична провінція Японії у регіоні Канто на сході острова Хонсю. Відповідає сучасній префектурі Ібаракі.

## Короткі відомості
Провінція була утворена у 7 столітті. Її адміністративний центр знаходився у сучасному місті Ісіока.
Віддаленість від столиці та небезпека нападів сусідніх племен еміші перетворили провінцію Хітаті на один з форпостів японського самурайства. Провінція була під особливим контролем імператорського уряду.
З кінця 12 по середину 14 століття землями Хітаті володів рід Ода. Однак з встановленням сьоґунату Муроматі провінція перейшла до родини Сатаке, якою вона володіля до кінця 16 століття.
У період Едо (1603—1867) провінція Хітаті була поділена ряд володінь хан. Найбільшим з них був так званий Міто-хан, яким керував рід Мацудайра.
У результаті адміністративних реформ 1871 року провінція Хітаті була перетворена у префектуру Ібаракі.

## Повіти
- Ібаракі 茨城郡
- Касіма 鹿島郡
- Коті 河内郡
- Кудзі 久慈郡
- Макабе 真壁郡
- Нака 那珂郡
- Намеката 行方郡
- Нііхарі 新治郡
- Сіда 信太郡
- Таґа 多賀郡（多珂郡）
- Цукуба 筑波郡